# Каћмар
Каћмар (мађ. Katymár) је село у Мађарској, јужном делу државе. Село управо припада Бачалмашком срезу Бач-Кишкунске жупаније, са седиштем у Кечкемету.

## Природне одлике
Насеље Каћмар налази у крајње јужном делу Мађарске, уз државну границу са Србијом.
Историјски гледано, село припада крајње северном делу Бачке, који је остало у оквирима Мађарске (тзв. „Бајски троугао"). Подручје око насеља је равничарско (Панонска низија), приближне надморске висине око 110 м. Око насеља се пружа Телечка пешчара.

## Становништво
Према подацима из 2013. године Каћмар је имао 1.951 становника. Последњих година број становника опада.
Претежно становништво у насељу су Мађари римокатоличке вероисповести. У селу постоје и мањинске самоуправе Буњеваца (6%) и Немаца (2%), којих је раније било у значајном броју.